# Big Show & Kane
The Big Show & Kane fue una pareja de lucha libre profesional que trabajó en la World Wrestling Entertainment / WWE en 2001-2002, 2005-2006 y 2011. Como pareja, tienen un reinado como Campeones Mundiales en Parejas de la WWE y otro como Campeones en Parejas de la WWE.

## Carrera

### World Wrestling / Federation/ Entertainment / WWE (2001-2011)

#### 2001-2002
El 29 de noviembre de 2001, durante la edición de SmackDown, Kane y Big Show hicieron equipo por primera vez y derrotaron a The Hardy Boyz (Matt & Jeff). El equipo se enfrentó a Dudley Boyz (Bubba Ray Dudley & D-Von Dudley) en Vengeance por los Campeonatos en Parejas, pero no pudieron ganar. El 24 de enero, en la edición de SmackDown, la rivalidad continuó y volvieron a ser derrotados por The Dudley Boyz en un Tables Match. Durante el Royal Rumble, Kane eliminó a Show, lo que ocasionó que el 28 de enero de 2002 en Raw, Big Show y Kane se enfrentaron, saliendo Kane como el ganador. El 24 de marzo, en Sunday Night Heat, Big Show & Kane lucharon contra The Dudley Boyz una vez más, donde salieron victoriosos.

#### 2005-2006
En Taboo Tuesday, se organizó una votación para ver quién se enfrentaría a John Cena por el Campeonato de la WWE, siendo Big Show, Kane y Shawn Michaels las opciones. Como Michaels fue el ganador de la votación, Kane & Show fueron asignados a una lucha por el Campeonato Mundial en Parejas de la WWE de Lance Cade & Trevor Murdoch en ese mismo evento, ganando los títulos. Luego al siguiente día Show & Kane retuvieron los títulos frente a Cade & Murdoch en un Hardcore Match y fueron designados por Eric Bischoff como parte del Team RAW para enfrentar al Team Smackdown! en Survivor Series. En las semanas anteriores a Survivor Series, Big Show & Kane se involucraron en la rivalidad entre las marcas RAW y SmackDown!. Show & Kane invadieron SmackDown! el 11 de noviembre y, junto con Edge, atacaron al Campeón Mundial Peso Pesado Batista, causándole lesiones en el proceso. En el episodio de RAW del 14 de noviembre, en homenaje a Eddie Guerrero (que había fallecido el día anterior), Show & Kane derrotaron a los Campeones en Parejas de la WWE MNM (Joey Mercury & Johnny Nitro) en un combate entre marcas no titular. El 21 de noviembre, Show y Kane le aplicaron una doble Chokeslam a Batista en el parabrisas de un coche, agravando su lesión. En Survivor Series, Show, Kane, Carlito, Chris Masters & Shawn Michaels lucharon como los representantes de RAW contra el Team SmackDown (John "Bradshaw" Layfield, Rey Mysterio, Bobby Lashley, Randy Orton & Batista), ganando el Team SmackDown el encuentro a pesar de haber sido eliminados durante el combate. Al día siguiente en RAW, retuvieron los Campeonatos Mundiales en Parejas frente a Snitsky & Tyson Tomko. El 2 de diciembre en SmackDown derrotaron a Rey Mysterio & JBL en un combate no titular. Después del combate intentaron atacar a Mysterio, pero fueron atacados por Batista. Esto provocó un combate interpromocional contra los Campeones en Parejas Batista & Rey Mysterio en Armageddon en donde ganaron la lucha. Antes de Armageddon, Kane & Show retuvieron los títulos en un Fatal 4 Way Tag Team Match contra Snitsky & Tyson Tomko, The Heart Throbs y Viscera & Val Venis el 5 de diciembre en RAW. Finalizando el 2005, Show entró en feudo con Triple H. Debido a esto, en el RAW del 12 de diciembre, Show interfirió ayudando a Kane a derrotar a Triple H, consiguiendo así la clasificación a la Elimination Chamber de New Year's Revolution.
En New Year's Revolution, Kane luchó en la Elimination Chamber por el Campeonato de la WWE donde no logró ganar, mientras Show se enfrentó a Triple H siendo derrotado. Ambos participaron en Royal Rumble, donde eliminaron a Bobby Lashley, pero al enfrentarse entre ambos, fueron eliminados por Triple H. Al día siguiente en RAW, retuvieron los títulos frente a Chris Masters & Carlito. El 27 de febrero en RAW, defendieron con éxito los Campeonatos Mundiales en Parejas frente a Viscera & Val Venis. En las siguientes anteriores después de haber participado en un Torneo para definir retador al Campeonato de la WWE, Show & Kane mantuvieron un feudo con Chris Masters & Carlito, derrotándoles en una lucha por el Campeonato Mundial en Parejas de la WWE en WrestleMania 22, pero perdiéndolo al día siguiente ante Spirit Squad (Kenny & Mikey) cuando Kane se retiró debido a "voces en su cabeza". La siguiente semana Show & Kane tuvieron su revancha a los Títulos frente a Spirit Squad, pero perdieron por descalificación luego que Kane atacara con sillas a los rivales y tras el combate, atacara a Show con un "Chokeslam". Debido a esto, ambos se enfrentaron en  Backlash, pero el combate terminó sin resultado debido a que las luces se volvieron rojas y por los altavoces empezó a sonar "19 de Mayo" atormentando a Kane, por lo que Show golpeó a Kane con una silla con la excusa de que quería librar a Kane de ese sufrimiento. El 8 de mayo en RAW ambos se iban a enfrentar, pero nuevamente Kane comenzó a escuchar las voces y atacó a Show con una silla. Esto marcó la disolución del equipo y el 7 de junio, Show fue transferido a la ECW.

### Encuentros no oficiales (2006-2010)
Durante su estancia en ECW, Show ganó el Campeonato Mundial de la ECW. El 25 de julio en ECW on Sci Fi ambos se enfrentaron por el Campeonato Mundial de la ECW, pero Show retuvo el título. Durante Survivor Series 2006, ambos participaron del Survivor Series Traditional Match, perteneciendo a equipos opuestos. En el evento, el Team Show (Big Show, Test, Finlay, Umaga & MVP) fue derrotado por el Team Cena (John Cena, Kane, Bobby Lashley, Rob Van Dam & Sabu), siendo Kane eliminado por Show durante el combate.
El 27 de mayo de 2008 en ECW on Sci Fi, Kane se enfrentó en un Handicap Match a los Campeones en Parejas de la WWE John Morrison & The Miz. Kane ganó vía descalificación y tras esto, aparecieron CM Punk, Chavo Guerrero y Tommy Dreamer para atacarse. Sin embargo, Show apareció y junto con Kane los sacaron del ring, teniendo una breve confrontación. En One Night Stand, Show se ganó el derecho a un combate por el Campeonato de la ECW, título que ostentaba Kane en ese momento. El 17 de junio en ECW on Sci Fi, Kane y Show se confrontaron en torno al combate que iban a tener, pero fueron interrumpidos por Mark Henry. Debido a esto, le aplicaron a Henry un "Double Chokeslam". El 27 de junio en SmackDown!, Big Show & Kane volvieron a formar equipo luego de 2 años, venciendo a Mark Henry & MVP. En Night of Champions ambos se enfrentaron en un combate donde también participó Mark Henry, quien terminó ganando como resultado el Campeonato de la ECW.
El 6 de abril de 2009 en RAW, Show y Kane volvieron a formar equipo, esta vez como Heels junto a Edge, Chris Jericho & Matt Hardy, siendo derrotados por John Cena, Rey Mysterio, CM Punk, Jeff Hardy & Ricky Steamboat. El 23 de abril en Superstars ambos formaron equipo nuevamente, venciendo a Mysterio & Punk. En Bragging Rights, el Team WWE Friday Night SmackDown (Chris Jericho, Kane, R-Truth, Finlay, The Hart Dynasty (David Hart Smith & Tyson Kidd) & Matt Hardy) derrotó al Team RAW (D-Generation X (Triple H & Shawn Michaels), Cody Rhodes, The Big Show, Kofi Kingston, Jack Swagger & Mark Henry) después de una traición de Show, haciendo ganar al Team SmackDown donde Kane era cocapitán. El 13 de noviembre en SmackDown!, Big Show y su compañero de equipo Chris Jericho intentaron atacar a The Undertaker, siendo salvado por Kane. Ambos equipos se enfrentaron la semana siguiente, pero lucha que quedó sin resultado. El 11 de junio de 2010, Show se enfrentó a CM Punk en SmackDown! ganando por descalificación. Sin embargo tras el combate, Kane apareció y atacó con un "Chokeslam" a Show, debido a que creía que él era el responsable de que su hermanastro The Undertaker estuviese en estado vegetativo. La semana siguiente, Show junto con Rey Mysterio salvaron a Kane de un ataque de The Straight Edge Society, para luego atacar a Kane como venganza de los ataques anteriores. En Elimination Chamber 2011, ambos participaron de la Elimination Chamber por el Campeonato Mundial Peso Pesado, combate donde Kane eliminó a Show.

#### 2011
El 4 de marzo de 2011, Show y Kane se enfrentaron en SmackDown!, ganando el combate Show por descalificación tras la interferencia de The Corre. The Corre continuo atacando a Show tras el combate, pero Kane lo defendió y atacó al grupo. 15 de marzo ambos pelearon contra The Corre (Justin Gabriel & Heath Slater) por los Campeonato en Parejas de la WWE ganando Kane & Big Show por descalificación. Luego en WrestleMania XXVII hizo equipo con Kane, Santino Marella y Kofi Kingston contra The Corre, lucha en la que su equipo salió victorioso. El 8 de abril en SmackDown!, Show, Kane, Santino & Kingston volvieron a derrotar a The Corre en un 2-out of-3 Falls Match. El 19 de abril (emitido el 22 de abril) Kane & Show derrotaron en el programa de SmackDown! en Londres a The Corre (Heath Slater & Justin Gabriel), ganando el Campeonato en Parejas de la WWE. Tras retenerlo de nuevo dos veces ante Slater & Gabriel en SmackDown, en Extreme Rules lo retuvieron ante Barrett & Jackson en un Lumberjack Match. 
Tras esto comenzaron un feudo con The New Nexus, reteniendo los campeonatos el 22 de mayo en Over the Limit ante CM Punk & Mason Ryan. Al día siguiente volvieron a enfrentar a The New Nexus, esta vez frente a David Otunga & Michael McGillicutty perdiendo los títulos. Esa misma noche durante una entrevista, Alberto del Río abofeteó a Big Show provocando que este lo persiguiera, pero fue arrollado (Kayfabe) por Ricardo Rodríguez, el anunciador personal de Alberto del Río. Debido a esta lesión de Show, la pareja se disolvió.

#### 2015
La Pareja volvió, como heel y parte del Grupo, The Autorithy, para enfrentarse a Roman Reigns y Daniel Bryan, en SmackDown. pero pierden, cuando Big Show se distrae al Noquear a Kane.

#### 2016
Después de salir de la Autoridad , Big Show y Kane se reunieron una vez más en febrero el año 2016 cuando , junto con Ryback , comenzó una rivalidad con La familia de Wyatt . Un enfrentamiento en Raw llevó a una lucha en parejas de seis hombres en Fastlane , que iban a ganar . La noche siguiente en Raw , el trío perdió a los Wyatt en una revancha después de Ryback salió de Show y Kane .

## En lucha
- Movimientos finales
  - Double Chokeslam

- Apodos
  - "The Couple Heaviest on History"

## Campeonatos y logros
- World Wrestling Entertainment / WWE
  - WWE Tag Team Championship (1 vez)
  - World Tag Team Championship (1 vez)
  - Slammy Award (1 vez)
    - Match of the Year (2014) – Team Cena vs. Team Authority at Survivor Series